# Liga da CONCACAF
A Liga da CONCACAF foi uma competição continental de clubes, organizada pela CONCACAF, envolvendo clubes profissionais da América Central, do Caribe e do Canadá. Foi o segundo torneio mais importante da região, estando atrás apenas da Liga dos Campeões da CONCACAF. O torneio dava seis vagas para a Liga dos Campeões da CONCACAF a ser disputada no ano seguinte.

## História
A competição foi oficialmente anunciada em maio de 2017 com a proposta de ser o segundo torneio mais importante entre clubes da CONCACAF, algo similar com o papel exercido pela Copa Sul-Americana, Liga Europa da UEFA e Taça das Confederações da CAF. Era patrocinada pelo banco canadense Scotiabank. Após seis edições, a competição foi extinta dando espaço para a nova Copa Centroamericana, competição essa que teve sua primeira edição em 2023 com o intuito de ser a segunda liga mais importante da Concacaf.

## Qualificação
O torneio, em suas duas primeiras edições, serviu inicialmente para indicar uma vaga restante para a o torneio principal do continente, excluindo o México e a Major League Soccer (que possui clubes dos Estados Unidos e do Canadá). Àquela altura países da América Central tinham vaga direta na Liga dos Campeões, e mais uma vaga para o clube campeão da região do Caribe.
Assim, nenhum país da América Central e Caribe tem vaga direta na Liga dos Campeões, e os representantes serão apontados até a fase de Quartas de final da Liga da CONCACAF.

## Predecessores
Entre 1971 e 2007 foram realizados torneios, em duas épocas, que foram englobados como Copa Interclubes da UNCAF, torneios realizados para opor clubes da América Central continental (excluindo os países caribenhos). A UNCAF é a União Centro-Americana de Futebol. Esse torneio deixou de existir em 2007 com a reformulação da Liga dos Campeões, que passou a ter mais clubes e fase de grupos. 

## Títulos por clube
| Clube              | Título(s) | Vice(s) | Ano do(s) título(s) | Ano do(s) vice(s) |
| ------------------ | --------- | ------- | ------------------- | ----------------- |
| Olimpia            | 2         | 0       | 2017, 2022          |                   |
| Alajuelense        | 1         | 1       | 2020                | 2022              |
| Saprissa           | 1         | 1       | 2019                | 2020              |
| Comunicaciones     | 1         | 0       | 2021                |                   |
| Herediano          | 1         | 0       | 2018                |                   |
| Motagua            | 0         | 3       |                     | 2018, 2019, 2021  |
| Santos de Guápiles | 0         | 1       |                     | 2017              |

## Performance por país
| País       | Títulos | Vices | Clubes campeões                            | Clubes vices                                        |
| ---------- | ------- | ----- | ------------------------------------------ | --------------------------------------------------- |
| Costa Rica | 3       | 3     | Alajuelense (1) Herediano (1) Saprissa (1) | Alajuelense (1) Santos de Guápiles (1) Saprissa (1) |
| Honduras   | 2       | 3     | Olimpia (2)                                | Motagua (3)                                         |
| Guatemala  | 1       | 0     | Comunicaciones (1)                         |                                                     |

## Artilheiros
| Ano                  | Jogador              | Clube                | Gols                 |
| Era da Liga CONCACAF | Era da Liga CONCACAF | Era da Liga CONCACAF | Era da Liga CONCACAF |
| -------------------- | -------------------- | -------------------- | -------------------- |
| 2017                 | Roger Rojas          | Olimpia              | 5                    |
| 2018                 | Edwin Aguilar        | Tauro                | 5                    |
| 2018                 | Rubilio Castillo     | Motagua              | 5                    |
| 2018                 | Yendrick Ruiz        | Herediano            | 5                    |
| 2019                 | Johan Venegas        | Saprissa             | 7                    |
| 2020                 | Johan Venegas        | Saprissa             | 6                    |
| 2021                 | Juan Luis Anangonó   | Comunicaciones       | 6                    |

## Prêmio
Para a sua primeira edição, o campeão levou, além da taça, o prêmio de 125 mil dólares.